# 淹城春秋乐园
淹城春秋乐园是中華人民共和國江蘇省常州市武進區的一個以春秋淹城和春秋文化為主題的遊樂園。

## 历史
於2010年4月29日開園運營。淹城春秋乐园佔地1000畝，樂園內分為入口服務區、諸子百家園、春秋文化演藝區、春秋主題體驗區、春秋民俗文化區等五大功能區。

## 外部連結
- 官方网站